# Fürdőkádgörbe
Az úgynevezett fürdőkádgörbe műszaki területeken ismert, életciklust ábrázoló görbe.
A fürdőkádgörbe egy termék – az idő függvényében előforduló – meghibásodásainak gyakoriságát bemutató diagram.

Fürdőkádgörbe

A görbe neve az időtengelyen tapasztalható alakjából származik.
Az ábrán látható módon a görbe három fő részből áll:
- Az első szakasz a termék működésének kezdeti ideje, amikor kijönnek a korai hibák. A hibák száma egy magas értékről folyamatosan csökken.
- A második szakasz az állandósult hibagyakoriság szakasza, amikor már túl vagyunk a kezdeti hibákon.
- A harmadik szakasz az öregedési idő, amikor az elhasználódástól megint nőni kezd a meghibásodási ráta.

A görbe kezdeti formáját a termék „gyermekbetegségei” okozzák, előjönnek azok a hibák, melyek a hiányos minőség-ellenőrzésből és a gyengébb minőségű alkatrészek beszereléséből adódnak.
Miután a „gyermekbetegségek” elmúltak, a hibák száma csökken és egy állandó érték közelében stagnál.
A görbe jobb oldali vége felé az ismét emelkedő hibarátát mutatja, ami a termék egyes részeinek elhasználódásából adódik.
Sok kereskedelmi forgalomban lévő termékre jellemző a fürdőkádgörbe, ilyenek például a háztartási gépek.

## Valószínűség-eloszlások
A készülékek, alkatrészek meghibásodásai többnyire véletlenszerű jelenségek.
A véletlenszerű jelenségek törvényszerűségeivel a valószínűségszámítás tudománya foglalkozik.
Megbízhatósági vizsgálatoknál valószínűség eloszlások adhatnak információt a meghibásodások tulajdonságaira, valószínűségére.
A vizsgálatok véletlenszerű mintavételen alapulnak.
A vizsgálatok mintavételi terveinek elkészítésekor fontos tényező az alkatrészek működés eloszlásának ismerete. A tesztek eredményeinek értékelésénél gyakran alkalmazzák a Weibull-eloszlást.
Az alkatrész vizsgálatoknál a Weibull-, míg készülékek vizsgálatánál az exponenciális eloszlás ad jobb közelítést.

## Eltérések
Nem minden termék követi a fürdőkád formájú meghibásodási görbét.
Ha például egy eszközt korlátos ideig használnak, akkor nem jön elő a görbe vége felé tapasztalt emelkedő hibaráta.
Egy másik ellenpélda az úgynevezett hadiipari eszközök esete, ahol a kezdeti „gyermekbetegségek” nem jöhetnek elő, mert az eszközt „kiégetik” szélsőséges körülmények között, a gyengébb alkatrészek kiesnek, és így az adott eszköz megbízhatóságát jelentős mértékben megnövelik.
Ezt a módszert nemcsak hadiipari eszközöknél alkalmazzák, hanem nagy megbízhatóságú termékeknél is, ez azonban jelentősen megdrágítja az eszköz árát.
A korszerű elektronikus berendezések sem mutatnak fürdőkád-életciklusgörbét. Ennek az az oka, hogy az integrált áramköröket tartalmazó eszközök nem mutatnak elfáradási jelenséget.
A klasszikus fürdőkádgörbe a konvencionális technológiával készített eszközökre jellemző.

## TMK
A TMK (tervszerű megelőző karbantartás) alkalmazásával szintén megelőzhető egyes termékeknél a fürdőkádgörbe elfáradási szakaszán várható, sokasodó meghibásodás.
A TMK lényege az, hogy az elfáradó alkatrészeket még azelőtt cserélik ki újakra vagy újítják fel, hogy azok meghibásodást okozhatnának.
A TMK-t jellegzetesen nagy értékű ipari berendezéseknél alkalmazzák, ahol egy meghibásodás miatti leállás jelentős károkat okozhat.